# البهائية في إسكتلندا
وصلت الديانة البهائية لأول مرة إلى إسكتلندا خلال العقد الأول من القرن العشرين، وفي عام 1913 قام عبد البهاء بزيارة مدتها ثلاثة أيام إلى إدنبرة بدعوة من السيدة جين إي وايت، زوجة الدكتور ألكسندر وايت، رئيس الجمعية العامة للكنيسة الحرة في إسكتلندا. على مدى العقود التالية انتشر الدين البهائي في جميع أنحاء إسكتلندا، حيث تأسست مجتمعات بهائية الآن في معظم المدن في جميع أنحاء البلاد والعديد من الجزر الاسكتلندية، بما في ذلك أوركني، وشيتلاند، وسكاي، وجزيرة لويس.

## تاريخ
كان أول شخص أصبح بهائيًا في إسكتلندا هو آرثر كوثبرت، الذي عاش في منطقة بالجريجان جنوب سترانراير. على الرغم من أنه ليس من الواضح على وجه التحديد متى أعلن نفسه بهائيًا، إلا أن هناك تقارير عن زيارة البهائيين له في أوائل القرن العشرين. عندما كان كوثبرت يقيم في حيفا في وقت ما خلال ثمانينيات القرن التاسع عشر أو أوائل تسعينياته، رأى بهاء الله من بعيد في ثلاث مناسبات، في الوقت الذي كان يقيم فيه بهاء الله في المستعمرة الألمانية في حيفا، إسرائيل. في عام 1906 كتب كوثبرت إلى عبد البهاء بأسئلة، فرد عبد البهاء برسالة [لوح] يؤكد فيها على قوة مظاهر الله، وخاصة بهاء الله، في تغيير العالم.
في عام 1906، سافرت السيدة جين إليزابيث وايت، زوجة ألكسندر وايت، رئيس الجمعية العامة للكنيسة الحرة في إسكتلندا، إلى عكا في فلسطين لزيارة عبد البهاء، نجل بهاء الله. وجاءت الدعوة من صديقة السيدة وايت، ماري ثورنبورغ كروبر، التي كانت أول شخص يصبح بهائيًا في إنجلترا في عام 1898. وقد شجع البروفيسور إي جي براون، الذي كان الغربي الوحيد الذي ترك تقريرًا عن لقائه مع بهاء الله في عكا عام 1890، السيدة وايت على قبول العرض؛ ثم زار عبد البهاء في لندن وباريس خلال الفترة من 1912 إلى 1913.
وعند عودتها إلى إدنبرة، بدأت السيدة وايت في نشر التعاليم البهائية، وخلال المؤتمر التبشيري العالمي الذي عقد في إدنبرة عام 1910، قامت بتوزيع نسخ من كلمات بهاء الله الخفية بين المشاركين. ونتيجة لارتباط السيدة وايت بالدين البهائي، فقد لعبت دورًا فعالًا في التخطيط وتنظيم زيارة عبد البهاء إلى إدنبرة في يناير/كانون الثاني 1913.
قبل عامين، في عام 1911، نشر الفرع الاسكتلندي للجمعية الثيوصوفية مقالاً طويلاً عن الإيمان البهائي في مجلتهم "الثيوصوفية في إسكتلندا". وقد حدث ذلك من خلال المراسلات مع الرائد تيودور بول الذي كان مرتبطًا ارتباطًا وثيقًا بالبهائيين وكان شخصية رئيسية في الفكر الروحي البديل في بداية القرن. عندما زار عبد البهاء إنجلترا لأول مرة في عام 1911، اصطحب أمين الجمعية الثيوصوفية الاسكتلندية، السيد جراهام بول، وفدًا من إسكتلندا إلى لندن لمقابلته، وعاد إلى وطنه بتقرير إيجابي للغاية عن الزيارة.
عند وصوله إلى إدنبرة في 6 يناير/كانون الثاني 1913، أقام عبد البهاء مع عائلة وايت في منزل القس، الكائن في 7 ساحة شارلوت. وكانت عدة صحف اسكتلندية قد أعلنت عن زيارته قبل وصوله، بما في ذلك صحيفتا إدنبرة إيفنينغ نيوز وإدنبرة إيفنينغ ديسباتش، وفي 6 يناير/كانون الثاني 1913، نشرت صحيفة سكوتسمان تفاصيل عن اجتماعات عبد البهاء المخطط لها في العاصمة.
كانت زيارة عبد البهاء إلى إدنبرة التي استمرت ثلاثة أيام متواصلة. وبدعوة من السير باتريك جيديس، تم اصطحابه في زيارة إلى برج أوتلوك، بما في ذلك كاميرا أوبسكورا، [إدنبرة]؛ وفي اليوم نفسه، ألقى كلمة في اجتماع لجمعية إدنبرة الإسبرانتو في قاعة الماسونيين التي تم بناؤها حديثًا، وحضره عدد كبير من الأشخاص لدرجة أن ثلاثمائة شخص اضطروا إلى الوقوف في الخارج. دعت جمعية برج التوقعات عبد البهاء لإلقاء كلمة في قاعة ريني، تبع ذلك عرض جورج فريدريك هاندل في كاتدرائية سانت جايلز والذي تم تنظيمه لصالح فقراء المدينة من قبل مجموعة من المحسنين. ألقى محاضرته للجمعية الثيوصوفية في إدنبرة في 28 شارع الملك العظيم، حيث صرح سكرتير الجمعية، ديفيد جراهام بول، قائلاً: "يتمتع عبد البهاء بقدرات روحية هائلة. وفي رأيي، فهو محور القوى الروحية والفكرية واللاهوتية في القرون الحالية والمستقبلية". وتضمن جدول أعماله زيارات شخصية ودعوات إلى دار للأيتام ومدرسة، بالإضافة إلى زيارة إلى الرسام السلتي الرائد جون دنكان، وهو ممثل رائد للنهضة السلتية في الفن الاسكتلندي.
بعد زيارة عبد البهاء إلى إدنبرة، ظلّ موضوع البهائية محلّ اهتمام الصحف واجتماعات الإسبرانتيين وجمعية برج الأفق والبيوت الخاصة. وحرصًا منهم على نشر تعاليم البهائية، واصل الثيوصوفيون نشر مواد في مجلة "الثيوصوفية في إسكتلندا"، وحافظت السيدة وايت على صلتها بالبهائيين في كلٍّ من إنجلترا وأمريكا. على مدى العقود الثلاثة التالية، انخفضت الأنشطة البهائية في إدنبرة، ثم عادت للظهور في أربعينيات القرن العشرين.
خلال هذه الفترة الهادئة، كتب سكوتسمان، جون إيسلمونت، ونشر عمله النهائي عن الإيمان البهائي، بهاءالله والعصر الجديد، ليصبح أول بهائي في بورنموث في عام 1915.. لم يقض جون إيسلمونت سوى فترات قصيرة في مدينته الأم أبردين، وكانت آخرها بضعة أشهر في عام 1923 قبل أن ينتقل إلى حيفا في نوفمبر 1924، بدعوة من شوقي أفندي، ولي أمر الديانة البهائية. في مارس 1925، التقى أول شخص أصبح بهائيًا في نيوزيلندا، مارغريت ستيفنسون، التي كانت في رحلة حج، وعندما سمع أنها تخطط لقضاء بعض الوقت في المملكة المتحدة، حثها على زيارة عائلته في إسكتلندا. توفي جون إيسلمونت بمرض السل أثناء وجوده في حيفا في نوفمبر 1925؛ وكان صديقًا مقربًا ومساعدًا لا يقدر بثمن لشوقي أفندي، الذي كتب بعد وفاته، ".. لقد خدم حتى يومه الأخير بإيمان مثالي وتفانٍ غير محدود. إن إصراره على الإيمان، ونزاهته العالية، وتضحيته، واجتهاده، وعمله الدؤوب، كانت من سمات الشخصية التي ستظل صفاتها النبيلة باقية إلى الأبد من بعده. بالنسبة لي شخصيًا، كان من أروع الأصدقاء، مستشارًا موثوقًا به، ومتعاونًا لا يعرف الكلل، ورفيقًا محبوبًا".  وفي وقت لاحق، في عام 1955، وصف شوقي أفندي جون إيسلمونت بأنه أحد "النجوم الثلاثة في المجتمعات البهائية الأيرلندية والإنجليزية والاسكتلندية".
في أواخر عام 1926، قامت مارثا روت، التي سافرت حول العالم من أجل نشر تعاليم الدين البهائي، بزيارة إدنبرة لحضور مؤتمر الإسبرانتو، وانضمت إليها ليديا زامنهوف، ابنة إل إل زامنهوف، مؤسس الإسبرانتو. واصل ليديا عمله بعد وفاته في عام 1917 وأصبح بهائيًا في وقت ما بعد عام 1925. 
بعد ثلاث سنوات من عودته إلى فلسطين في عام 1913، بدأ عبد البهاء في كتابة ألواح الخطة الإلهية، وهي سلسلة من أربعة عشر رسالة إلى البهائيين في الولايات المتحدة وكندا. في الرسالة السابعة، التي تُرجمت إلى الإنجليزية ونُشرت في مجلة "نجم الغرب" في 12 ديسمبر 1919، سرد عبد البهاء المناطق في أوروبا التي لا يزال الدين البهائي بحاجة إلى الوصول إليها، وكتب: "لذلك، يا مؤمني الله! ابذلوا جهدكم، وبعد هذه الحرب انشروا خلاصة التعاليم الإلهية في الجزر البريطانية، وفرنسا، وألمانيا، والنمسا والمجر، وروسيا، وإيطاليا، وإسبانيا، وبلجيكا، وسويسرا، والنرويج، والسويد، والدنمارك، وهولندا، والبرتغال، ورومانيا، وصربيا، والجبل الأسود، وبلغاريا، واليونان، وأندورا، وليختنشتاين، ولوكسمبورغ، وموناكو، وسان مارينو، وجزر البليار، وكورسيكا، وسردينيا، وصقلية، وكريت، ومالطا، وأيسلندا، وجزر فارو، وجزر شيتلاند، وجزر هيبريدس، وجزر أوركني."
في مايو 1944، مع اقتراب نهاية الحرب العالمية الثانية، طلبت الجماعة البهائية البريطانية، التي كانت في ذلك الوقت لا تزال متمركزة بشكل كبير في إنجلترا، من شوقي أفندي، حفيد عبد البهاء وولي أمر الدين البهائي، تحديد أهداف لخطة مدتها ست سنوات كانوا بصدد إنشائها؛ وجاء في رده البرقي: "مرحبًا بالقرار التلقائي والمشورة والتكوين، تسعة عشر جمعية روحية [محلية] منتشرة في جميع أنحاء إنجلترا وويلز وإسكتلندا وأيرلندا الشمالية وأيرلندا تصلي إشارة النصر".
وقد أدت نتيجة هذا الرد من الجارديان إلى تحفيز البهائيين المقيمين في إنجلترا للمساعدة في إنشاء مجتمعات بهائية في البلدان الأخرى في الجزر البريطانية، حيث انتقل ستون بالمائة من المجتمع البهائي في إنجلترا في النهاية إلى مكان آخر. وقد أدى هذا الجهد إلى نقل الدين البهائي إلى إسكتلندا وويلز وأيرلندا، وزاد من عدد الجمعيات الروحية المحلية في الجزر البريطانية.

## تأسيس الديانة البهائية في إسكتلندا
في عام 1946 انتقل بهائي مصري إلى إدنبرة من أجل دراسة الطب، ونتيجة لدعوته للبهائيين من أماكن أبعد للتحدث في اجتماعاته، أصبح العديد من الناس في المدينة مؤمنين. على الرغم من عودة الطبيب إلى مصر بحلول عام 1948، كان هناك عدد كافٍ من المؤمنين، بما في ذلك المجندين الجدد والرواد، لتشكيل أول جمعية روحية محلية، أو LSA في إدنبرة، في 21 أبريل 1948. وكان أول من أصبح بهائياً في هذه الفترة (في مارس 1948) هو الدكتور ويليام جونستون، الذي التقى عبد البهاء في إدنبرة في عام 1913.
في عام 1978، إنشأ مركز بهائي في 26 شارع نورث فورت، في منطقة ليث في إدنبرة، حيث أقيم أول حفل زواج معترف به قانونيًا في المملكة المتحدة خارج الإيمان المسيحي هناك، مما جذب دعاية وطنية في كل من الصحافة والإذاعة. في عام 1981، قامت روحية خانوم، زوجة شوقي أفندي، ولي أمر الديانة البهائية، بزيارة المركز، وسافرت أيضًا إلى جزر شيتلاند، وجزر هيبريدس، وأوركني.
في العقود التي أعقبت تشكيل أول سلطة محلية في إدنبرة، تم إنشاء سلطات محلية في المدن والبلدات في جميع أنحاء إسكتلندا، من دومفريز في الجنوب إلى إنفرنيس في الشمال. كما تم تأسيس جمعيات الخدمة المحلية في جزر إسكتلندا، بما في ذلك شتلاند، وأوركني، وسكاي، وجزر هيبريدس الخارجية، ومول، وذلك في المقام الأول من خلال جهود عدد قليل من الرواد وعدد قليل من المؤمنين المحليين الجدد. لا تزال معظم الجزر تضم مجتمعات بهائية مزدهرة.
في مايو 1997 أصدر بيت العدل الأعظم رسالة أعلن فيها تشكيل أول مجالس بهائية إقليمية، وإنشأ المجلس البهائي لإسكتلندا في العام نفسه، وانتخبته المجالس الروحية المحلية في إسكتلندا، وتمت الموافقة على عضويته من قبل المجلس الروحي الوطني.
في عام 2005 تم شراء مركز بهائي جديد في 44 شارع ألباني، وهو منزل جورجي في وسط المدينة. تم افتتاح المركز البهائي الوطني الجديد في إدنبرة في 23 مايو 2011، في ذكرى إعلان الباب. استمع أكثر من 80 ضيفًا إلى كيني ماكاسكيل، عضو البرلمان الاسكتلندي ووزير العدل في مجلس الوزراء الاسكتلندي، وهو يلقي الكلمة الرئيسية الافتتاحية.

## أواخر القرن العشرين
في عام 1960، أقام البهائيون في إدنبرة احتفالًا باليوم العالمي للدين في فندق جروفنور في هاي ماركت. تم انتخاب أول جمعية روحية في إنفرنيس في أبريل 1962. كانت غلوريا فيضي، زوجة أبو القاسم فيضي، أول بهائية تزور الجزر النائية في شتلاند، مثل فيتلار، وأونست، وييل، ووالساي، وجزر آوت سكيريز في عام 1964. تم انتخاب أول جمعية أوركادية في كيركوول في عام 1969، مع أربعة من مواطني أوركني الأصليين. وكان أعضاؤها التسعة هم: شيزاغ كينج، داريوش مهرابي، أديل سينير، جاكلين مهرابي، مويرا ماكليود، إرنست بيرترام، بارفين جهانبور، إريك كينج، وفيوليت بيرترام.
انضم أول بهائي من ميدلوثيان إلى الدين في عام 1968.
وفي وقت لاحق، في عام 1969، قام يد القضية جلال خازه بزيارة إسكتلندا إلى أقصى الشمال حتى جزر أوركني.
انتقل هارولد وبيتي شيبرد من إنفرنيس إلى أوغندا في عام 1972، حيث ساعدا في إدارة مدرسة ابتدائية وتجديد بيت العبادة البهائي هناك. بعد تلك الخدمة، عاد الرعاة إلى إسكتلندا، وفي النهاية إلى جزر أوركني في عام 1976، حيث توفي هارولد في عام 1980.
في عام 1972 تم انتخاب الجمعية المحلية للبهائيين في ليرويك لأول مرة.
ولدت أليكس كوكسون في جزيرة هاريس، في جزر هبريدس الخارجية، إسكتلندا، وانتقلت إلى نيوزيلندا حوالي عام 1918 حيث أصبحت بهائية في عام 1964. كما ذهبت للحج وفي رحلة العودة ذهبت إلى إسكتلندا حيث توفيت في فورت ويليام.
في عام 1975، تم انتخاب جمعية مول لأول مرة بأعضاء من مدن توبيرموري، وسالين، وكيلكرينان، ومن جزيرة أولفا.
في عام 1978 أصبحت إسكتلندا أول جزء من المملكة المتحدة يعترف بمراسم الزواج البهائية باعتبارها ملزمة قانونًا.
في عام 1989، استقبل مجتمع سكاي أول شخص بالغ اعتنق المسيحية، وفي عام 1991، عُقدت أول انتخابات للجمعية الروحية المحلية في سكاي وكايل في لوخالش.

### الأنشطة المشتركة بين الأديان والعامة
يشارك البهائيون بشكل نشط في العلاقات بين الأديان في إسكتلندا، وكانوا كذلك منذ تأسيس أول مجموعة محلية بين الأديان، وهي مجموعة غلاسكو لتبادل الأديان، في سبعينيات القرن العشرين. المدير الحالي لـ إسكتلندا بين الأديان، وهو الهيئة الوطنية المشتركة بين الأديان في إسكتلندا، هو بهائي. يدعم المجتمع البهائي الحوار بين الأديان من خلال تعاونه مع العديد من الهيئات المشتركة بين الأديان، على المستويين الوطني والدولي، بما في ذلك شبكة المملكة المتحدة بين الأديان ونظيراتها في المجتمعات الوطنية الأخرى في جميع أنحاء العالم، وهيئات الأمم المتحدة المختلفة، ومبادرة الأديان المتحدة، والأديان من أجل السلام.
يعقد الوزير الأول لإسكتلندا كل عام قمة بين الأديان بمشاركة البهائيين، ليس فقط لتعزيز المساهمة التي تقدمها المجتمعات الدينية للمجتمع الاسكتلندي، ولكن أيضًا لزيادة الوعي بالنشاط بين الأديان. 
بدعوة من رئيس الجمعية العامة لكنيسة إسكتلندا في شتاء عامي 2002 و2003، حضر وفد مشترك بين الأديان من إسكتلندا، بما في ذلك عضو من المجتمع البهائي، اجتماعات مفوضية الاتحاد الأوروبي والبرلمان في بروكسل بما في ذلك أعضاء البرلمان الأوروبي الاسكتلنديين. خلال العام نفسه، استقبلت كنيسة إسكتلندا ممثلين عن الديانات غير المسيحية في إسكتلندا في جمعيتها العامة التي عقدت في 18 مايو لأول مرة، نتيجة لموضوع رئيسي في اجتماع ذلك العام، وهو تعزيز الحوار بين الأديان في إسكتلندا. وقد علق كل من المنسقين السابقين والسابقين على ممثلي الديانات التي تمت دعوتها وحضرت: البهائية، والبوذية، واليهودية، والسيخية.
في عام 2005 أقيم مهرجان إدنبرة الدولي الثاني للروحانية والسلام في الشرق الأوسط على مدى فترة ممتدة من منتصف فبراير إلى أوائل مارس. تم تقديم العديد من العروض والفعاليات من قبل البهائيين في الإجراءات بما في ذلك - مجموعة مختارة من الكلمات المخفية التي تم إعدادها مع موسيقى للفيولا، وحدث حول "مساحة الهدوء" من قبل جمعية البهائيين بجامعة إدنبرة، "معرض الإيمان البهائي"، الذي تم إنشاؤه في الأصل لمتحف سانت مونجو للحياة الدينية والفن، وجولة إرشادية لمدة ساعتين لبعض الأماكن التي تحدث فيها عبد البهاء أو زارها في إدنبرة في عام 1913، ومحاضرة للباحث البهائي الدكتور موجان مؤمن.
في عدة مناسبات، دعا البرلمان الاسكتلندي أحد البهائيين للتحدث في " وقت التأمل " المنتظم. ومن بين المتحدثين المدعوين أليكس ريد، وكاري فارجافاندي (2006)، وآلان فورسيث، وشون أفنان موريسي (2017). مثلت كاري فارجافاندي المجلس البهائي في إسكتلندا، وشرحت عناصر تاريخ وتعاليم الدين. تمت دعوة شون أفنان موريسي للاحتفال بالذكرى المئوية الثانية لميلاد حضرة بهاء الله، وفي نفس الأسبوع استضاف رئيس البرلمان الاسكتلندي، كين ماكنتوش، حفل استقبال في البرلمان للمجتمع البهائي وأصدقائهم.
في عام 2007، أصدر المجلس الاسكتلندي المشترك بين الأديان كتيبًا بعنوان " الدين والمعتقد مهمان: مورد معلومات لموظفي الرعاية الصحية"، والذي يستعرض القضايا التي تواجه الديانات الأعضاء، بما في ذلك الديانة البهائية، في مواقف الرعاية الطبية.
في عام 2009، تم تمثيل الديانة البهائية في مجال الرعاية الروحية في هيئة الخدمات الصحية الوطنية في إسكتلندا من خلال "لجنة تطوير الرعاية الروحية".

### البحث في غلاسكو
في عام 2005، لوحظت التوترات بين الديانات في غلاسكو خاصة بعد هجمات 11 سبتمبر، ولكن المجتمعات الدينية، بما في ذلك البهائيين، اعتقدت أن التعاون والتواصل مع مجلس مدينة غلاسكو أمر مهم وفي الوقت نفسه اعترفت ببعض الفجوات في الفهم القادمة من كلا الجانبين. أشارت مراجعة جامعية للوضع في غلاسكو إلى أن البهائيين واليهود هم الديانتان الوحيدتان في غلاسكو اللتان أعطتا أولوية عالية للعمل بين الأديان، مما أدى إلى تمثيل أعلى من نسبتهم في المجتمع، وأن البهائيين هم الذين تمكنوا من مساعدة الباحثين في تحديد المشاركين من مجموعات دينية أخرى غير ديانتهم - وأن مثل هذا الانفتاح كان صفة أساسية للبهائيين. وتضمن البحث نفسه استطلاع رأي حيث رأى 13 من أصل 14 من المستجيبين البهائيين أن مشاركة مجتمعهم في الأنشطة بين الأديان "كانت صحيحة" في حين اعتقد معظمهم أن مشاركة مجلس مدينة غلاسكو في الأنشطة بين الأديان بحاجة إلى التوسع. في عام 2005، تم إنشاء ضابط اتصال بين الأديان لمجلس مدينة غلاسكو لمدة ثلاث سنوات لمعالجة قضايا الطائفية وشمل الديانة البهائية كنقطة اتصال.

### أنشطة الشباب
في عام 2003، قامت ورشة عمل الشباب البهائيين (انظر أوسكار ديجروي ) المسماة "الأضواء الشمالية" بجولة في العديد من الأحداث في العام. انحلت فرقة الرقص في عام 2004، ولكن في حدث مدني "للتوعية بالمخدرات" في غلاسكو كان هناك عرض فيديو، لم تكن المجموعة على علم به، تضمن "رقصة المخدرات" الخاصة بفرقة نورثرن لايتس وذكر أن نورثرن لايتس كانت مجموعة شبابية بهائية تعارض ثقافة المخدرات. في نوفمبر 2006، سجلت مجموعة شبابية صغيرة لدى الحكومة في إنفرنيس، معهد روحي يحتوي الكتاب على قسم خاص بالمراهقين الذين تتراوح أعمارهم بين 12 إلى 15 عامًا، وفي هذه الحالة تضمن ورشة عمل رقص بهائي حول التنوع.
تم إنتاج "تاريخ الدين البهائي في أوركني" من قبل طالبة في الثالثة عشرة من عمرها في جمعية تراث أوركني والتي حصلت على أحد المراكز الثانية الاثني عشر وشهادة "موصى بها للغاية".
أسست ثلاث مجموعات شبابية صغيرة من قبل البهائيين في شتلاند في عام 2010.

### اضطهاد البهائيين في إيران
ومن خلال مبادرات البهائيين والآراء المدروسة للقادة، تحدث العديد من الأفراد عن معاملة إيران للبهائيين في إسكتلندا.
في عام 1995، رحبت الجمعية الروحية للبهائيين في إدنبرة بأوليا روحي زادجان في مركز الرعاية الروحية بجامعة إدنبرة، والتي تحدثت إلى الجمهور حول استشهاد منى محمود نجاد الذي شهدته.
في عام 2010، دعا ستيوارت هوزي، عضو البرلمان عن الحزب الوطني الاسكتلندي في مدينة دندي، رئيس الوزراء البريطاني ديفيد كاميرون إلى التصرف نيابة عن مجموعة من السجناء الإيرانيين الذين سُجنوا بسبب معتقداتهم الدينية. وكان هناك أيضًا تغطية للاضطهاد في أخبار التلفزيون المحلي. وفي عام 2010 أيضًا، أصدر الكاردينال أوبراين من الكنيسة الكاثوليكية الرومانية بيانًا عامًا أدان فيه معاملة إيران للبهائيين:
" بعد أن تشاركت في الصلاة مع سبعة من قادة البهائيين الذين تم اعتقالهم منذ أكثر من عامين في إيران، أشعر بعميق الأسى إزاء الأخبار التي تفيد بأن هؤلاء القادة قد حُكم عليهم الآن بالسجن لمدة 20 عامًا.
يسعدني أن أنضم إلى البيان الأخير الذي أصدره النائب ويليام هيج، وزير الخارجية، بشأن هذه المسألة، وأعتبر ما حدث بمثابة انتهاك مروع للعدالة وانتهاك صارخ في جوهره لحق الإنسان في حرية المعتقد. "
في الواقع، تمكنت على الأقل واحدة من السكان في إسكتلندا من الفرار بعد مقتل زوجها وفقًا لشهادتها الخاصة، مضيفة صوتها إلى أصوات العديد من الزعماء الدوليين.

### التركيبة السكانية
بلغ عدد أفراد المجتمع البهائي في إسكتلندا 421 شخصًا، أي ما يعادل 0.008% من سكان إسكتلندا، وفقًا لتعداد عام 2001. كان على المشاركين استخدام قسم "الكتابة" لأنه لم يكن مدرجًا ضمن الخيارات المتاحة. ومع ذلك، في جميع أنحاء إسكتلندا، شعر بعض أصحاب المنازل بالارتباك بشأن شكل التعداد السكاني أو، لأي سبب كان، رفضوا اتباع منطقه، ولا يقيس التعداد السكاني النشاط أو الالتزام الديني، ولكن بشكل عام تم دعمه باعتباره "قويًا وموثوقًا به والأهم من ذلك ممثلًا" وفقًا لدراسة أجرتها جامعة جلاسكو. الديانات غير المسيحية أقل قوة في إسكتلندا منها في بقية المملكة المتحدة ولكن نسبيًا، فإن البهائيين ممثلون بشكل أفضل في إسكتلندا من أي مجتمع غير مسيحي آخر بما يتناسب مع مجتمعهم الوطني حيث يعيش 8٪ من أعضائه في إسكتلندا. في الواقع، يتم الاعتراف بالدين في جميع أنحاء العالم باعتباره ثاني أكثر الديانات انتشارًا جغرافيًا بعد المسيحية. ويرجع هذا جزئياً إلى جهودهم الواعية في "ريادة" إسكتلندا، من خلال إرسال أعضائها إلى هناك.
اعتبارًا من عام 2021، كانت الجمعيات الروحية المحلية المنتخبة في إسكتلندا هي: دندي، وإدنبرة، وجلاسكو، وستيرلنغ، وليرويك، ونيوتن ميرنز، وأوركني مينلاند إيست، وسكاي سنترال.
شمل نفس البحث الذي أجرته جامعة غلاسكو التركيز على تقديم صورة تقريبية محتملة لمجتمع البهائيين في غلاسكو. أعاد البهائيون ما يصل إلى 24 استطلاعًا كحد أقصى في الجولات المختلفة من الاستطلاعات. وعندما تم إجراء المقابلات وفقًا لتفضيلات اللغة، كانت معظمها باللغة الإنجليزية - 16 مقابلة باللغة الإنجليزية و8 باللغة الفارسية - اللغة الأم للإيرانيين حيث نشأ الدين وحيث تم توثيق اضطهاد البهائيين جيدًا. لاحظ أيضًا أن المجموعة الأخرى الوحيدة التي أبلغت عن عوائد اللغة الفارسية كانت مجموعة نسائية. أجرى البحث نفسه استطلاعًا متابعة يبحث عن التقسيمات العرقية - 15 من المستجيبين البهائيين كان من بينهم 6 من "الآسيويين الآخرين" أو "المختلطين الآخرين".
في عام 2006، اعتبر البهائيون المجتمع الإقليمي في فورث وكلايد الأفضل تطوراً في إسكتلندا.

## روابط خارجية
- الموقع الرسمي للجماعة البهائية في إسكتلندا
  - Comhairle Luchd Bahà-i na h-Alba، المجلس البهائي لإسكتلندا (أرشفة 4 مايو 2008) خلفه المجلس البهائي لإسكتلندا (أرشفة 5 يونيو 2009).
  - البهائي الاسكتلندي – النشرة الإخبارية للجماعة البهائية الاسكتلندية
  - فهرس النشرة الإخبارية لجمعية الدراسات البهائية (أوروبا الناطقة باللغة الإنجليزية) (نُشرت في إسكتلندا)
- المجتمعات البهائية المحلية في إسكتلندا
  - جماعة أبردين البهائية
  - أعضاء الديانة البهائية في كلاكمانان (مؤرشفة)
  - جماعة دونسايد البهائية (مؤرشفة)
  - أعضاء الديانة البهائية في دنفرملاين (مؤرشف)
  - جماعة البهائيين في دومفريز وجالواي والأصدقاء
  - البهائيون في دندي
  - جماعة البهائيين في إدنبرة
  - جماعة البهائيين في غلاسكو
  - البهائيون في إنفرنيس والمرتفعات
  - جماعة البهائيين في جزيرة لويس
  - أعضاء الديانة البهائية في ميدلوثيان (مؤرشف)
  - البهائيون في الحدود الغربية/جنوب إسكتلندا
  - جماعة البهائيين في شمال أويست (مؤرشفة)
  - جماعة شتلاند البهائية (مؤرشفة)
  - جماعة البهائيين في أوركني (مؤرشفة)
  - موقع أنجوس البهائي
  - البهائيون في سكاي (مؤرشف)
  - البهائيون في الحدود الغربية، الواقعة في جنوب إسكتلندا
- البهائيون على شتلوبيديا